# Walter Buswell
Walter Buswell (né le 6 novembre 1907 à Montréal au Québec et mort le 16 octobre 1991 à Saint-Eustache au Québec) est un joueur  professionnel canadien de hockey sur glace,.

## Carrière de joueur
Il a joué huit saisons dans la Ligue nationale de hockey (LNH) avec les Red Wings de Détroit et les Canadiens de Montréal. Buswell a été capitaine des Canadiens durant la saison 1938-1939.

## Centre Walter-Buswell
Le Centre Walter-Buswell, édifice avec deux arénas de hockey à  Saint-Eustache (Québec), Canada, porte le nom de Buswell.

## Statistiques
Pour les significations des abréviations, voir Statistiques du hockey sur glace.
| Saison     | Équipe                | Ligue      |     | Saison régulière | Saison régulière | Saison régulière | Saison régulière | Saison régulière |   | Séries éliminatoires | Séries éliminatoires | Séries éliminatoires | Séries éliminatoires | Séries éliminatoires |
| Saison     | Équipe                | Ligue      | PJ  | B                | A                | Pts              | Pun              | PJ               | B | A                    | Pts                  | Pun                  |                      |                      |
| 1931-1932  | Shamrocks de Chicago  | AHA        | 48  | 9                | 5                | 14               | 39               | 4                | 0 | 1                    | 1                    | 4                    |                      |                      |
| 1932-1933  | Red Wings de Détroit  | LNH        | 46  | 2                | 4                | 6                | 16               | 4                | 0 | 0                    | 0                    | 4                    |                      |                      |
| 1933-1934  | Red Wings de Détroit  | LNH        | 47  | 1                | 2                | 3                | 8                | 9                | 0 | 1                    | 1                    | 2                    |                      |                      |
| 1934-1935  | Red Wings de Détroit  | LNH        | 47  | 1                | 3                | 4                | 32               | -                | - | -                    | -                    | -                    |                      |                      |
| 1934-1935  | Olympics de Détroit   | LIH        | 2   | 0                | 0                | 0                | 0                | -                | - | -                    | -                    | -                    |                      |                      |
| 1935-1936  | Canadiens de Montréal | LNH        | 44  | 0                | 2                | 2                | 34               | -                | - | -                    | -                    | -                    |                      |                      |
| 1936-1937  | Canadiens de Montréal | LNH        | 44  | 0                | 4                | 4                | 30               | 5                | 0 | 0                    | 0                    | 2                    |                      |                      |
| 1937-1938  | Canadiens de Montréal | LNH        | 48  | 2                | 15               | 17               | 24               | 3                | 0 | 0                    | 0                    | 0                    |                      |                      |
| 1938-1939  | Canadiens de Montréal | LNH        | 46  | 3                | 7                | 10               | 10               | 3                | 2 | 0                    | 2                    | 2                    |                      |                      |
| 1939-1940  | Canadiens de Montréal | LNH        | 46  | 1                | 3                | 4                | 10               | -                | - | -                    | -                    | -                    |                      |                      |
| 1940-1941  | Cyclones de Joliette  | LHPQ       | 12  | 3                | 5                | 8                | 2                | 3                | 1 | 6                    | 7                    | 4                    |                      |                      |
| Totaux LNH | Totaux LNH            | Totaux LNH | 368 | 10               | 40               | 50               | 164              | 24               | 2 | 1                    | 3                    | 10                   |                      |                      |